# Euphorbia ebracteolata
Euphorbia ebracteolata là một loài thực vật có hoa trong họ Đại kích. Loài này được Hayata mô tả khoa học đầu tiên năm 1904.